# Tom Poes en de woelwater
Tom Poes en de woelwater is een ballonstripverhaal uit de Tom Poes-reeks. In 1967 stond het in het weekblad Donald Duck, en het verscheen voor het eerst als album in 1977 bij Uitgeverij Oberon.

## Het verhaal
Rommeldam wordt geteisterd door droogte. Dit blijkt te liggen aan de "Woelwater", een vreemd blauw wezentje dat eigenlijk alleen maar leeft om water te drinken, iets wat ook moet helpen tegen zijn eenzaamheid. Tom Poes en Heer Bommel houden de Woelwater een tijdlang verborgen op Bommelstein. Ze moeten met de oude Schicht vluchten voor de politie, om te voorkomen dat de Woelwater wordt ontdekt. Ze belanden eerst in het woud, waar ze Pee Pastinakel tegenkomen. De Woelwater drinkt een hele waterval leeg.
In het oosterse land Lamakka – dat geheel in tegenstelling tot Rommeldam wordt geteisterd door zware overstromingen – ziet de sultan Soesaman op televisie toevallig een opsporingsbericht uit Rommeldam. Hij herkent de Woelwater die bij hen is weggelopen. De grootvizier van Lamakka gaat met het vliegtuig naar Rommeldam en haalt zowel de Woelwater als Tom Poes en Heer Bommel op. Tom Poes en Heer Bommel krijgen een onderscheiding van de sultan, waarna ze terug naar huis vliegen. 
Zo worden beide landen geholpen. De Woelwater vindt in Lamakka een Woelwater-vrouwtje, met wie hij later trouwt.

## Achtergronden
- Zoals wel vaker bij deze verhalen is de titel een woordspeling of ongewoon gebruik van een woord. "Woelwater" is normaliter een benaming voor een zeer druk persoon. Het blauwe wezen in dit verhaal kan inderdaad niet stilzitten en is daarnaast dol op water. Hier is dus sprake van een dubbele woordspeling.
- De Woelwater praat bijna perfect, maar kan alleen de /r/ niet goed articuleren en hij vervangt deze klank daarom door /l/ (een andere liquida). Ook het Woelwater-vrouwtje heeft een spraakgebrek.